# Leaves’ Eyes
A Leaves' Eyes egy gothic metal együttes. A zenéjükre jellemző a szimfonikus és folk elemek használata. 2003-ban alakult, tagjai főleg Németországból származnak, kivéve a norvég énekesnő, Liv Kristine Espenæs Krull. Abban az évben tették ki a Theatre of Tragedy norvég gót metal együttesből, arra hivatkozva, hogy áthidalhatatlan zenei különbségek vannak a bandatagok és az énekesnő között. A Leaves' Eyes alapító tagjai voltak az énekesnőn kívül a férje, Alexander Krull és az ő együttesének, az Atrocity-nek a tagjai. A zenéjükben keverednek a metal, a klasszikus és az atmoszferikus elemek. Liv Kristine énekét gyakran kíséri Krull hörgése, de azért a női ének dominál.
Első albumuk, a Lovelorn 2004-ben jelent meg, majd 2005. május 30-án a Vinland Saga című második. Észak-Amerika első, Kolumbusz előtti felfedezéséről szól, amit a vikingek Leif Eriksson vezetésével vittek véghez. Az ehhez kapcsolódó EP, a Legend Land 2006. június másodikán jelent meg.
A zenekar nevét Liv Kristine találta ki, és onnan jött az ötlet, hogy nagyon hasonló a szó kiejtése a keresztnevéhez. A "leaves" jelentése magyarul "falevelek", Liv pedig nagyon erősen kötődik a természethez, ami a legnagyobb inspirációt nyújtja neki. Ez azért lényeges mert minden dalszöveget ő maga ír az együttesnek.
A Leaves' Eyes első DVD-je 2009. február 27-én jelent meg, aminek anyagát Belgiumban vették fel egy nagy koncert alkalmával.
2006-ban a Blind Guardian-nal turnéztak Észak-Amerikában, illetve terveztek egy turnét 2008-ra, ahol fellépett volna velük a Kamelot, a Fairyland, King Diamond és a Kreator, de ezt le kellett mondaniuk King Diamond súlyos hátsérülése miatt.
A harmadik stúdióalbum, a Njord 2009. augusztusában jelent meg.
2016 áprilisában az együttes megvált Liv Kristine énekesnőtől, helyére a finn származású, de Londonban élő Elina Siirala került, az Angel Nation együttes alapítója is.

## Tagok

### Jelenlegi
- Elina Siirala – Ének
- Alexander Krull – Vokál, programozás
- Thorsten Bauer – Gitár
- Sander van der Meer – Gitár
- Alla Fedynitch – Basszusgitár
- Chris "Seven" Antonopoulos – Dob

### Korábbi
Liv Kristine – ének (2003 – 2016)
- Peter Hörnung – Dob
- Martin Schmidt – Dob (2003-2004)
- Chris Lukhaup – Basszusgitár (2001-2007)
- Moritz Neuner – Dob (2004-2007)
- Nicholas Barker – Dob (2004-2008)
- Mathias Röderer – Gitár (2003-2009)

## Diszkográfia

### Albumok
- Lovelorn (2004)
- Vinland Saga (2005)
- Njord (2009)
- Meredead (2011)
- Symphonies of the Night (2013)
- King of Kings (2015)
- Sign of the Dragonhead (2018)
- The Last Viking (2020)

### Egyéb kiadványok
- Into Your Light (Kislemez, 2004)
- Elegy (Kislemez/EP, 2005)
- Legend Land (EP, 2006)
- We Came with the Northern Winds – En Saga I Belgia (CD/DVD, 2009)
- My Destiny (EP, 2009)
- At Heaven's End (EP, 2010)
- Melusine (EP, 2011)
- Halvdan the Black (Kislemez, 2015)
- The Waking Eye (Kislemez, 2015)
- Edge of Steel (2016 version) (Kislemez, 2016)
- Fires in the North (EP, 2016)
- Across the Sea (Kislemez, 2017)
- Jomsborg (Kislemez, 2018)
- Sign of the Dragonhead (Kislemez, 2018)
- Riders on the Wind (Kislemez, 2018)

### Videók
- "Into Your Light" (2004)
- "Elegy" (2005)
- "Legend Land" (2006)
- "New Found Land" (2008)
- "My Destiny" (2009)
- "Take the Devil in Me" (2010)
- "To France" (2011)
- "Hell to the Heavens" (2013)
- "Symphony of the Night (feat. Maite Itoiz – Spanish Version)" (2015)
- "Halvdan the Black" (2015)
- "The Waking Eye" (2015)
- "Edge of Steel" (2016)
- "Fires in the North" (2016)
- "Sign Of The Dragonhead" (2017)
- "Across The Sea" (2017)
- "Jomsborg" (2018)
- "Riders On The Wind" (2018)

## Fordítás
- Ez a szócikk részben vagy egészben  a   Leaves'_Eyes című angol Wikipédia-szócikk fordításán alapul.  Az eredeti cikk szerkesztőit annak laptörténete sorolja fel. Ez a jelzés csupán a megfogalmazás eredetét és a szerzői jogokat jelzi, nem szolgál a cikkben szereplő információk forrásmegjelöléseként.